# Amphiura florifera
Amphiura florifera är en ormstjärneart som beskrevs av Forbes 1843. Amphiura florifera ingår i släktet Amphiura och familjen trådormstjärnor. Inga underarter finns listade i Catalogue of Life.